# Literatura węgierska
Literatura węgierska – w ścisłym znaczeniu ogół literatury napisanej w języku węgierskim, w znaczeniu szerszym wszelka literatura napisana na terenie Węgier lub przez węgierskich autorów.

## Początki
Sprzed chrześcijańskiego okresu zachowały się tylko nieliczne teksty napisane w rowaszu. Od momentu wprowadzenia chrześcijaństwa przez Stefana I (I. István) pisano przeważnie przy pomocy alfabetu łacińskiego. Z czasu przed XI w. nie zachowały się praktycznie żadne godne wzmianki teksty, udało się dotychczas odnaleźć jedynie fragmenty sag. Sytuacja literatury węgierskiej różni się pod tym względem np. od literatur fińskiej i estońskiej; w pierwszej udało się zrekonstruować epos narodowy Kalevala, w drugiej – epos Kalevipoeg.
Po XI w., za sprawą benedyktynów poczęły powstawać pierwsze – przede wszystkim łacińskie – teksty, ale także np. pochodząca z ok. 1200 r. węgierskojęzyczna „Mowa pogrzebowa i błaganie” (węg. Halotti beszéd és könyörgés).
W wiekach XIII i XIV dominuje łacińska literatura kronikarska z XIII-wiecznym „Gesta Hungarorum” na czele. Autor jest anonimowy, stąd wiele opinii na temat jego tożsamości. Powstawały też inne kroniki; w jednej z nich narodził się, być może za sprawą legendy „Hunor i Magor”, mit, podług którego Węgrzy spokrewnieni są z Hunami i ich spadkobiercami.
Od XV. w. kroniki poczęły ustępować miejsca religijnym hymnom pochwalnym. Pierwszym w całości zachowanym tekstem tego typu jest „Starowęgierski lament Maryi” (węg. Ómagyar Mária siralom), odkryta dopiero w 1922 r. w Bibliotece Uniwersytetu Belgijskiego, a napisana już ok. 1300 r.
Pierwsze prawie kompletne, niezachowane niestety w całości, tłumaczenie Pisma Świętego – Biblia husycka (Huszita Biblia) – pochodzi z lat 1416–1435 i jest przypisywane mnichom Tamásowi Pécsi i Bálintowi Újlaki. Jej recepcja była niewielka, był to bowiem kodeks rękopiśmienny (zachowały się trzy częściowe jego odpisy). Mimo to jednak Biblia husycka stanowiła ważny krok na drodze do tworzenia się interdialektu węgierskiego i rozwoju węgierskiego języka literackiego.

## Odrodzenie
Wraz z renesansowym królem Maciejem Korwinem (1458–1490) rozpoczął się na Węgrzech wzmożony rozwój kulturalny. Dla Bibliotheca Corviniana powstały liczne prześwietne tomy z węgierskimi fragmentami.
Znaczącym, piszącym po łacinie węgierskim autorem był Janus Pannonius (1434–1472), z tego okresu pochodzi jednakże też literatura węgierskojęzyczna pisana przez Bálinta Balassiego (1554–1594).
W tym okresie powstały pierwsze częściowe drukowane przekłady Biblii: Listy Pawła Apostoła, które przełożył Benedek Komjáti (Kraków 1533), Cztery Ewangelie w tłumaczeniu Gábora Pestiego (Wiedeń 1536), Nowy Testament Jánosa Sylvestera (Újsziget 1541) oraz Psałterz Istvána Székely (Kraków 1548). W latach 1551–1565 powstała niejednolita Biblia sześciotomowa przetłumaczona przez zespół tłumaczy którym kierował Gáspár Heltai. Następnie w roku 1590 wydano Biblię Gáspára Károlya, która miała ponad sto wydań i do dziś jest wzorem dla węgierskiego języka i stylu biblijnego.

## Literatura baroku
W tym czasie udało się jezuitom nawrócić na katolicyzm wielu, wcześniej protestanckich, arystokratów. Jednym z głównych przedstawicieli kontrreformacji był Péter Pázmány (1570–1637), a jego główne dzieło „Przewodnik do Boskiej prawdy” (1613) było ważnym ogniwem w rozwoju węgierskiego języka filozoficznego. 1626 György Káldi (1572–1634) przetłumaczył Biblię na podstawie łacińskiej Wulgaty.
Węgierska literatura baroku poza tym nie była, jak wiele innych, literaturą dworską, lecz przede wszystkim polityczną (antyturecką). Miklós Zrínyi (1620–1664) pisał lirykę, polityczne i militarne rozprawy, a jego głównym dziełem jest Szigeti veszedelem (1645/46) „Zagrożenie Szigetu”, pierwszy epos węgierski. Jego tematem jest szturm Turków na zamek Sziget (ok. 100 lat wcześniej), heroiczna walka i masakra jego obrońców.
Pierwszą węgierską encyklopedię w 1655 r. napisał János Apáczai Csere (1625–1659), była ona podstawą węgierskiego języka nauki.

## Oświecenie i Romantyzm
Wielu ówczesnych węgierskich pisarzy należało do osobistej gwardii  Marii Teresy, byli oni przeważnie młodymi arystokratami, zafascynowanymi wiedeńskim życiem kulturalnym. Przedstawicielami literatury tego czasu byli m.in.: Sándor Baróczi (1735–1809), Ábrahám Barcsay (1742–1806) i György Bessenyei (ok. 1747–1811).
Od 1794 ukazywało się w Peszcie czasopismo „Uránia”, które publikowało wyłącznie węgierską literaturę i żadnych tłumaczeń zagranicznych. Wraz z ukazaniem się tego czasopisma, Peszt stał się centrum węgierskiej literatury. Odpowiedzią monarchii była rozbudowa sieci cenzorów. Pisarze tego okresu to m.in.: Gedeon Ráday (1713–1792) i Mihály Csokonai Vitéz (1773–1805), który był wielkim lirykiem, sięgającym po rzadkie lub wręcz niestosowane we wcześniejszej węgierskiej literaturze formy wyrazu. Csokonai napisał pierwszy węgierski ironiczny epos Dorottya (Dorota), 1795, w którym krytykował sposób życia arystokratów. Przetłumaczył również libretto Czarodziejskiego fletu. Kolejny twórca  Mihály Fazekas (1766–1828) uzyskał rozgłos napisanym heksametrem utworem Ludas Matyi 1804, który przetłumaczono na wiele języków. Baśń ta jest jedną z bardziej znanych w węgierskiej literaturze i opowiada historię złego wielmoży i dobrego pastuszka.

## Epoka reform
Pod tym pojęciem kryje się okres 1825–1848, był on złotym okresem węgierskiej literatury, z takimi twórcami jak: Mihály Vörösmarty (1800–1855), János Arany (1817–1882) i Sándor Petőfi (1823–1859) na czele.
Vörösmarty jest znany jako bojownik o wolność i liryk. Jest on autorem m.in. Szózat, (1838) –  „węgierskiej Marsylianki”, którą śpiewano podczas rewolucji marcowej. Węgierski hymn narodowy Himnusz napisał Ferenc Kölcsey w roku 1823.
Mór Jókai (1825–1904) brał udział w  rewolucji marcowej 1848/49 i był też po niej aktywny politycznie. Jego dzieła stanowią ponad 100 tomów, w których skład wchodziły romantyczne nowele, opowiadania i powieści, np. Egy magyar nábob, 1854 (Węgierski wielmoża).

## XX wiek
Margit Kaffka (1880–1918) pisała o losach kobiet. Baudelaire fascynował Endre Adyego (1877–1919), który bywał często w Paryżu. Oprócz Adyego, również należy wymienić Attilę Józsefa (1905–1937) Mihálya Babitsa (1883–1941), Dezső Kosztolányiego (1885–1936), Árpáda Tótha i Zsigmonda Móricza (1879–1942) jako znaczących twórców początku XX w.
Ferenc Molnár (1878–1952) był  dramaturgiem, („Liliom” (1909)) i w 1937 r. musiał wyemigrować do USA. Również Sándor Márai (1900–1989) i Albert Wass (1908–1998) spędzili dużą część życia za granicą.
Imre Kertész (1929-2016), przeżył  Auschwitz-Birkenau, co opisał w Sorstalanság, 1975 (Los utracony). W 2002 r. otrzymał on literacką nagrodę Nobla.
Innymi godnymi wspomnienia autorami są: Ferenc Juhász, György Konrád, László Nagy, Sándor Weöres i János Pilinszky.
Za najbardziej znanego powojennego autora uważa się Pétera Esterházyego (ur. 1950), autora m.in. „Harmonia caelestis”.
W dwudziestym wieku zaistniał również nurt literatury katolickiej, opozycyjnej względem oficjalnej doktryny komunistycznej. Jednym z najwybitniejszych pisarzy tego nurtu był Miklós Mészöly.

## Grupy i kierunki literackie
- Dziewięciu – pokoleniowa grupa poetycka twórców urodzonych na początku lat 40. XX w., debiutująca w 1969[3]
- „Ma” – awangardowe czasopismo wychodzące w latach 1916–1925 oraz grupa artystów z nim związanych[4]
- „Nyugat” – czasopismo ukazujące się w latach 1908–1941, grupujące trzy generacje pisarzy[5]
- Pisarze ludowi – ruch literacko-ideologiczny z lat 30. XX w., skupiający się na tematyce wiejskiej[6]
- Pokolenie 56 – generacja pisarzy debiutująca w połowie lat 50. XX w. po powstaniu węgierskim 1956[7]
- Pokolenie 70 – generacja prozaików urodzonych w latach 40. XX w.[8]
- Siedmiu – pokoleniowa grupa literacka aktywna od połowy lat 60. XX w.[9]